# NGC 605
NGC 605 ist eine linsenförmige Galaxie vom Hubble-Typ S0 im Sternbild Andromeda am Nordsternhimmel, welche etwa 235 Millionen Lichtjahre von der Milchstraße entfernt ist. 
Das Objekt wurde am 21. Oktober 1881 von dem französischen Astronomen Édouard Jean-Marie Stephan entdeckt.